# 広域放送
広域放送（こういきほうそう）とは、基幹放送の種別の一つである。対義語は県域放送。

## 概説
文言としては、放送法施行規則別表第5号第8号放送対象地域による基幹放送の区分（2）にある。定義は、同表の（注）七に「三以上の都府県の各区域を併せた区域における需要にこたえるための放送」とある。
「三以上の都府県の各区域を併せた区域」とは、放送法に基づく基幹放送普及計画（以下、「計画」と略す）第3国内放送に関する基幹放送の区分ごとの放送対象地域及び放送対象地域ごとの放送系の数の目標第1号（1）に、次のように規定している。
- ア 関東広域圏（茨城県・栃木県・群馬県・埼玉県・千葉県・東京都・神奈川県の各区域を併せた区域）[4]
- イ 中京広域圏（岐阜県・愛知県・三重県の各区域を併せた区域）[4]
- ウ 近畿広域圏（滋賀県・京都府・大阪府・兵庫県・奈良県・和歌山県の各区域を併せた区域）[4]
- エ 東北広域圏（青森県・岩手県・宮城県・秋田県・山形県・福島県の各区域を併せた区域）[4]
- オ 関東・甲信越広域圏（茨城県・栃木県・群馬県・埼玉県・千葉県・東京都・神奈川県・新潟県・山梨県・長野県の各区域を併せた区域）[4]
- カ 東海・北陸広域圏（富山県・石川県・福井県・静岡県・岐阜県・愛知県・三重県の各区域を併せた区域）[4]
- キ 中国・四国広域圏（鳥取県・島根県・岡山県・広島県・山口県・徳島県・香川県・愛媛県・高知県の各区域を併せた区域）[4]
- ク 九州・沖縄広域圏（福岡県・佐賀県・長崎県・熊本県・大分県・宮崎県・鹿児島県・沖縄県の各区域を併せた区域）[4]

とあり（三重県は近畿広域圏ではなく中京広域圏と東海・北陸広域圏）、アからウは、地上基幹放送の内、中波放送（AM放送）、超短波放送（FM放送）及びテレビジョン放送（TV放送）に、ウからクは移動受信用地上基幹放送（マルチメディア放送）について規定されている。
なお、徳島県は中国・四国広域圏に属するが、スピルオーバーやケーブルテレビによって多くのエリアで近畿広域圏の放送を受信できるため、事実上近畿広域圏の一部のように扱われることがある。
地上基幹放送のうち、中波放送（AM放送）、超短波放送（FM放送）及びテレビジョン放送（TV放送）で規定されている。ただし、AM放送、FM放送及びTV放送における鳥取県と島根県を併せた地域、TV放送における岡山県と香川県を併せた地域、AM放送における京都府と滋賀県を併せた地域及び長崎県と佐賀県を併せた地域の場合は県域放送の定義にある「二の県の各区域を併せた区域」であり、広域放送の対象区域に含まれない。

## 事業者一覧
計画第3基幹放送の区分ごとの放送対象地域及び放送対象地域ごとの放送系の数（衛星基幹放送及び移動受信用地上基幹放送に係る放送対象地域にあっては、放送系により放送をすることのできる放送番組の数）の目標第2国内放送に関する基幹放送の区分ごとの放送対象地域及び放送対象地域ごとの放送系の数の目標に基づき、広域放送を実施する地上基幹放送事業者について示す。

### 地上基幹放送
いずれも特定地上基幹放送事業者である。

#### 日本放送協会
ラジオ第1放送（AM放送）及び総合テレビジョン放送（TV放送）で実施する。

##### ラジオ第1放送
関東広域圏
- 茨城県・栃木県・群馬県・埼玉県・千葉県・東京都・神奈川県[4]
  - 担当局：首都圏局

中京広域圏
- 放送対象地域：岐阜県・愛知県・三重県[4]
  - 担当局：名古屋放送局

近畿広域圏
- 滋賀県・京都府・大阪府・兵庫県・奈良県・和歌山県[4]
  - 担当局：大阪放送局

##### 総合テレビジョン放送
関東広域圏
- 放送対象地域：埼玉県・千葉県・東京都・神奈川県[注 1]
  - 担当局：NHK放送センター

#### 過去の地上基幹放送
放送大学学園
超短波放送（FM放送）およびテレビジョン放送
- 放送対象地域：関東広域圏のうち授業実施予定地域[4]
- 2018年9月30日23時15分に経費等の削減による経営の効率化などの為、超短波放送（FM放送）および地上テレビジョン放送を終了し、テレビ・ラジオ共に衛星放送（BS放送）に一極化した。

#### 民間基幹放送事業者
民間基幹放送事業者とは、日本放送協会および放送大学学園以外の基幹放送事業者のことである。

##### 中波放送
太字●で示した都府県には、県域放送局がある。
関東広域圏
- 放送対象地域：茨城県●・栃木県●・群馬県・埼玉県・千葉県・東京都・神奈川県●
- 事業者：TBSラジオ・文化放送・ニッポン放送

中京広域圏
- 放送対象地域：岐阜県●・愛知県・三重県
- 事業者：CBCラジオ・東海ラジオ放送

近畿広域圏
- 放送対象地域：滋賀県・京都府●・大阪府・兵庫県●・奈良県・和歌山県●
- 事業者：MBSラジオ・朝日放送ラジオ・ラジオ大阪

##### テレビジョン放送
太字●で示した都府県（下記のうち茨城県以外）には、県域放送局がある。
関東広域圏
- 放送対象地域：茨城県・栃木県●・群馬県●・埼玉県●・千葉県●・東京都●・神奈川県●
- 事業者（在京テレビ局）：日本テレビ放送網・テレビ朝日・TBSテレビ・テレビ東京・フジテレビジョン

中京広域圏
- 放送対象地域：岐阜県●・愛知県●・三重県●
- 事業者（在名テレビ局）：東海テレビ放送・中京テレビ放送・CBCテレビ・名古屋テレビ放送

近畿広域圏
- 放送対象地域：滋賀県●・京都府●・大阪府●・兵庫県●・奈良県●・和歌山県●
- 事業者（在阪テレビ局）：毎日放送・朝日放送テレビ・関西テレビ放送・読売テレビ放送

### 移動受信用地上基幹放送
移動受信用地上基幹放送とは、マルチメディア放送の内、V-Low（99-108MHz）によるもので、基幹放送局提供事業者が実施する。
近畿広域圏、東北広域圏、関東・甲信越広域圏、東海・北陸広域圏、中国・四国広域圏、九州・沖縄広域圏
- （終了、清算済）株式会社VIP[7][8]